# 吉田均
吉田 均（よしだ ひとし、1949年9月21日 - 2024年10月3日）は、産業経済新聞社の嘱託職社員 (東京本社勤務）で、同社が発行する競馬情報紙『競馬エイト』に所属するトラックマン、競馬評論家。東京都出身。

## 経歴
『競馬エイト』創刊時から在籍している（一時、産経本社の発行紙別分社政策によってサンケイスポーツ新聞社に属していた。詳細はサンケイスポーツを参照）。1983年以降、定年間際まで関東版の本紙予想を担当した。現在、競馬エイト所属トラックマンの中で最年長である。本人曰く「会社がやれといったからやっているだけ」で、「自分から『やりたい』って一回もいったこと」はないという。
また、フジテレビ制作の『スーパー競馬』→『SUPER KEIBA』にもレギュラー解説者として出演。当初はスタジオ解説のみであったが、1994年から実況席解説（メインレースならびに準メインレース）を担当した。“競馬の神様”と呼ばれた大川慶次郎が死去した後は、パドック席解説も兼務した。パドック解説を兼務するようになってからは、実況席解説はメインレースのみの担当となり、同じく掛け持ちで出演していたニッポン放送の『日曜競馬ニッポン』は実質上降板する形となった。
長年、『競馬エイト』の看板評論家として活躍していたが、60歳定年が迫っていたこともあり、『SUPER KEIBA』終了とともにレギュラー解説から降板、更に時期を同じくして2008年1月より『競馬エイト』本紙予想担当からも外れ、西野大助に本紙予想を譲ることとなった。そのため、この頃よりマスメディアへの露出も急激に減っていたが、嘱託職となった後の2009年4月17日より、keiba@niftyにて土日のメインレース予想コラムを担当することとなった。また、2009年9月21日の『NSTみんなのKEIBA』にゲスト解説として久々にテレビ中継にも出演した。
長らくメイン馬柱の予想担当者であったが、2012年4月6日発行分から『競馬エイト』は新創刊として紙面を一新したことにより、メイン馬柱予想担当者からは外れ、スタッフ予想欄に回ることとなった。また、GIレースについては、『夕刊フジ』でも予想を披露していた。最晩年もBSフジ『BSスーパーKEIBA』の解説として出演していた。
2024年10月3日、心筋梗塞のため、死去した。75歳没。関係者によれば、前日までトラックマンとして通常通り働いており、当日も同僚と共にトレセンに向かう予定だったところの突然の死去だったという。葬儀は同月8日、東京都大田区の臨海斎場で営まれた。
本人曰く、一番思い出に残っている競走馬はテイタニヤで、理由は「トラックマン一年目の時、調教を見ていて見つけた馬だったから（ペーパー馬主）」。また、一番思い出に残っているレースもテイタニヤが勝った桜花賞。

## 予想
「競馬はデータではない」が持論で、勘を重視する。別名「攻めの吉田」。かつては穴予想（関東馬偏重傾向）が多かったが、本紙担当になってからは手堅い予想が目立つようになった。また、土曜日は主に美浦で調教取材を行っているため、土曜日に競馬場に訪れることは殆どない。

## 主な共演者
『スーパー競馬』で共演していた人物。福原・井崎は『みんなのKEIBA』に出演。
- 福原直英（フジテレビ）
- 長野翼（フジテレビ）
- 井崎脩五郎
- 大川慶次郎
- 若槻千夏
- さとう珠緒
- 高島彩（フジテレビ）
- 杉浦美帆
- 安田美沙子
- 東原亜希
- 今井りか